# Шпак Віктор Олексійович
Шпак Віктор Олексійович (нар. 16 червня 1961 року) — український журналіст, публіцист, автор історично-публіцистичних матеріалів, блогер, громадський діяч, краєзнавець. Нагороджений «Золотою медаллю української журналістики» (2009 рік). Лауреат премії ім. Івана Франка у галузі інформаційної діяльності (2017 рік).

## Біографія
Народився 16 червня 1961 року в с. Ставище Попільнянського району (нині Житомирського району)  Житомирської області, Україна.
Закінчив середню школу в с. Паволоч Житомирського району .
Випускник Київського торгівельно-економічного інституту (нині Київський національний торговельно-економічний університет) .
Впродовж трьох років служив у армії, пройшовши шлях від рядового до старшого лейтенанта .
Працював на керівних посадах в управлінні громадського харчування Житомирського облвиконкому та Житомирського відділу робітничого постачання Мінлісгоспу України .
Із 2002 року регулярно друкувався на сторінках газети «Урядовий кур’єр», а із січня 2008 року працював власним кореспондентом цього видання у Житомирській області .

## Творча діяльність
Журналістські матеріали Віктора Шпака регулярно виходили на сторінках всеукраїнських журналів «Віче» та «Дивосвіт», двомовного видання для закордонних бізнесменів та інвесторів «Обзор украинского рынка / Ukrainian market review», житомирського громадсько-літературного часопису «Світ спілкування», газети Верховної Ради України «Голос України», розміщені на історично-публіцистичному сайті «На скрижалях» та в авторському блозі Віктора Шпака на Укрінформі.
П’ять років поспіль, в «Урядовому кур’єрі» щосуботи виходила сторінка «Люди і час» із короткими розповідями про видатні й цікаві події з історії України і світу, її ведучий журналіст Віктор Шпак..
У 2016 році газетою «Урядовий кур’єр» спільно з Головним управлінням морально-психологічного забезпечення Збройних сил України було видано книгу  «Війна за правду на полі історії» у 4-х томах, що містить статті Віктора Шпака, які у 2014—2015 роках вийшли друком в «Урядовому кур’єрі».  У книгах зібрано маловідомі факти української історії, які подано з українського погляду..

## Відзнаки
Золота медаль української журналістики .
Подяка Прем’єр-міністра України (2012 рік).
Лауреат Премії імені Івана Франка у галузі інформаційної діяльності у номінації «За найкращу публікацію у друкованих засобах масової інформації» — за публікацію "Від стародубської різні до путінських «народних республік» (газета «Урядовий кур'єр», 26 липня 2014 року).